# Wish (柴咲コウの曲)
「wish」（ウィッシュ）は、柴咲コウの23枚目のシングル（RUI、KOH+名義含む）。2011年4月20日にNAYUTAWAVE RECORDSから発売された。

## 概要
前作の「無形スピリット」に続き、2作連続でiTunesロック・チャートで1位を獲得した。曲名は全て英小文字である。

## 収録曲
全作詞：柴咲コウ
1. wish [5:29]
作曲・編曲：掛川陽介・本澤尚之
花王「アジエンス」CMソング。
2. きみと最後のキス [4:00]
作曲・編曲：小島大介
3. EUPHORIA -studio live session- [3:56]
4. 無形スピリット -studio live session- [4:01]
5. wish -studio live session-
6. wish（instrumental）

## 収録アルバム
wish
- 『CIRCLE CYCLE』
- 『KO SHIBASAKI ALL TIME BEST 詩』